# 5471 Tunguska
För andra betydelser, se Tunguska (olika betydelser).
5471 Tunguska eller 1988 PK1 är en asteroid i huvudbältet som upptäcktes den 13 augusti 1988 av den belgiske astronomen Eric W. Elst vid Haute-Provence-observatoriet. Den är uppkallad efter Tunguska i Sibirien.
Asteroiden har en diameter på ungefär 15 kilometer och den tillhör asteroidgruppen Eos.